# 梅麗·史翠普
玛丽·路易丝·“梅丽尔”·斯特里普（英語：Mary Louise "Meryl" Streep，1949年6月22日—）是一位美国演員及歌手。許多观众与评论家评价她為美國電影史上最偉大的女演員之一，尤其以駕馭並投入各類型角色扮演，並且自然地轉換不同口音而著名。中國大陸地區暱稱她為「梅姨」。
已獲得21次奥斯卡提名為史上獲得最多表演獎提名的女演員（女主角+女配角），並分别獲得第52届（1980年度）奥斯卡最佳女配角獎、第55届（1983年度）及第84届（2012年度）奥斯卡最佳女主角獎。梅莉·史翠普也是至今獲得最多金球獎的女演员：五次電影最佳女主角（三次劇情類，兩次音樂與喜劇類）、兩次电影最佳女配角以及一次連續短劇與電視電影最佳女主角。
梅麗史翠普於2010年獲歐巴馬總統頒發美國國家藝術獎章，2014年時獲頒美國總統自由勳章。法國政府在2003年時更授予梅麗史翠普藝術與文學勳章。

## 經歷

### 早期生活
梅莉生于1949年6月22日的新泽西州，母親是位商業藝術家，父親是製藥公司的行政。她的曾祖父来自德国。她是長女，有兩個弟弟。
梅莉在紐澤西的長老教會派社區長大，初中時第一次參與了校內的戲劇演出“The Family Upstairs”。12歲時，被選為校內音樂會的獨唱，開始上歌劇的課程，但即使擁有歌唱上的才華，梅莉認為她對歌劇沒有感覺也不懂："I was singing something I didn't feel and understand. That was an important lesson - not to do that. To find the thing that I could feel through. ”因此學習歌劇僅維持了四年。高中時梅莉累積了更多戲劇演出的經驗，大學時期演出的《茱莉小姐》（Miss Julie）使她的演技備受矚目。她模仿各式口音的能力、出色的背台詞速度，令指導教授驚嘆：「沒有人教梅莉演戲。是她自己教自己的。」1971年，獲得瓦萨学院戲劇系學士學位後，申請上耶魯大學戲劇學院藝術系。每年超過十部戲劇作品的參與，加上得自己打工賺取學費，使她體力透支，開始思考暫時停止學習演戲，轉而修習法律。1975年從耶魯大學戲劇學院畢業，獲得碩士學位。1980年，進入達特茅斯學院成為訪問學者，並在1981年得到該校榮譽博士學位。

### 1970年代－2010年代

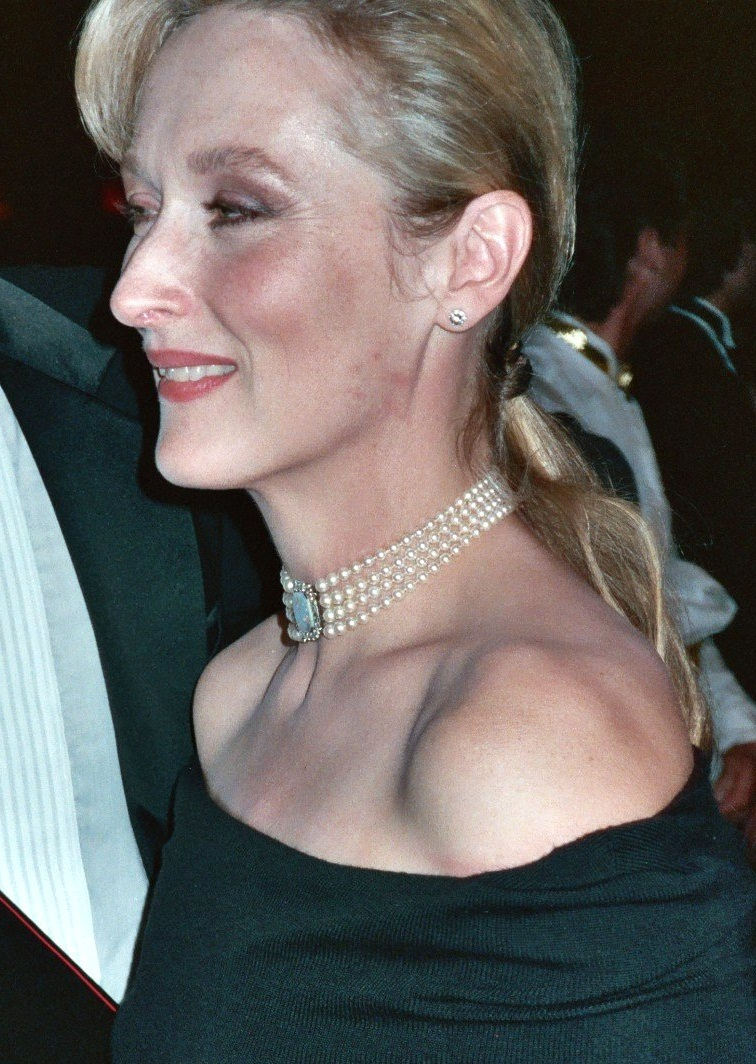
出席1989年的奥斯卡颁奖礼

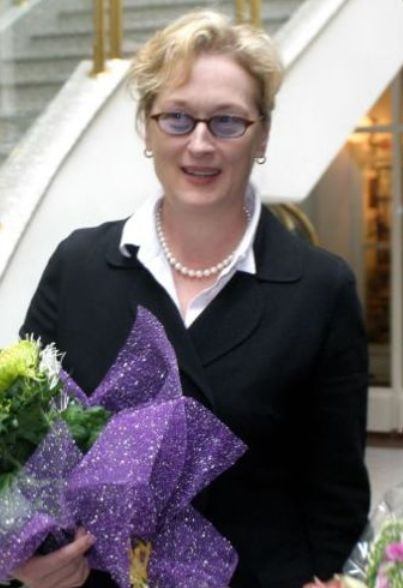
2004年6月位于圣彼得堡

她演出了《曼哈顿》（伍迪·艾伦导演），《法国中尉的女人》、《絲克伍事件》、《遠離非洲》、《紫苑草》、《歲月星塵》、《黑暗中的呼號》等一系列广受好评的电影。1984到1990年间，她赢得六次全美民选奖“最受欢迎电影女演员”；1990年赢得“世界最受欢迎奖”荣誉；也是六位獲得3個以上奧斯卡最佳演員的其中之一。
梅莉的从影态度非常实际，脚踏实地不喜浮夸。在2004年艾美奖颁奖典礼上，她凭借6小时长的《天使在美国》一片荣获连续短剧／电视电影最佳女主角奖，致词如此开场：“有的时候我觉得大家对我评价过高……不过绝不是今天。”（You know there are, there are some days when I myself think that I am overrated, but not today.）不过到了1990年代时，她完美的演技却受到了许多评论家的抨击。他们指责她总是演一些“冷冰冰”的角色，通常还带有口音，总而言之，就是一些观众不能立刻领会到人情味的角色。因此斯特里普就开始拓宽自己的选角范围，其中包括闹剧《飞越长生》、1995年的《麥迪遜之橋》、《狂野之河》（她唯一的动作电影）以及展现她喜剧才华的《呷醋妙女郎》等。
与此同时，斯特里普的演技日益精湛，她在《親親壞姐妹》和《弦动我心》中的表演均属上乘。为后者她还学会了拉小提琴。
进入21世纪，越来越多的人视梅莉为当今世界上最知名的演员。如此高的地位也使她能够演出范围更加广泛的电影。她为电视动画连续剧《辛普森一家》配过音，为史蒂芬·史匹柏导演的《人工智能》中Blue Mecha配音，与尼古拉斯·凯奇合作演出《改编剧本》，在HBO改编的6小时连续短剧《天使在美国》中一人分饰四角，与妮可·基曼和茱莉安·摩尔共同拍摄《时时刻刻》。在2004年，她接拍了重拍版《戰略迷魂》（The Manchurian Candidate），还与金·凯瑞和裘德·洛合作参与《波特萊爾的冒险》。同年，纽约曼哈顿区区长宣布2004年的5月27日为“梅莉·史翠普日”。2006年，史翠普獲《時代》雜誌評選為「年度百大最具影響力的人物」之一。2008年的歌舞音樂劇《媽媽咪呀！》，是她從影生涯以來票房最高的作品。
2012年2月，获得第62屆柏林電影節终身成就奖。之后，又以《鐵娘子：堅固柔情》獲得第84屆奧斯卡最佳女主角。30年後再度獲得影后。

### 2016年－現今
2016年2月，梅莉·史翠普擔任第66屆柏林國際影展競賽片評審團主席，此次經驗為梅莉・史翠普首次在其多年演藝生涯中以非演員身份參與影展活動。柏林國際影展主席迪特·考斯雷克讚譽梅莉·史翠普：「在《媽媽咪呀！》和《鐵娘子》中可以看出梅莉・史翠普是最富創造力以及多方發展性的影視藝人之一。我們很高興能邀請她帶著自己豐富的演藝經驗回到柏林影展，選出能獲得國際殊榮的得獎者。」
另外在此次影展中，外界質疑評審團的組合由白人組成，缺乏種族多元性，梅莉·史翠普於媒體記者會回應：「至少女性有包含其中。」並接著說：「事實上，是我們（女性）在主導這個評審團，這在由男性所掌控的產業中是相當少見的，所以我想柏林影展是居於先鋒的。」
同年，她唯一一部電影為由英國導演史提芬·費雅斯執導的《走音天后》。她的演出也獲得評論家選擇電影獎的最佳女主角獎及奧斯卡金像獎、金球獎、美國演員工會獎、英國電影學院獎的提名。
2017年，梅莉・史翠普主演由斯蒂芬·斯皮尔伯格執導的《郵報：密戰》，飾演《华盛顿邮报》發行人凱瑟琳·葛蘭姆，其為美國第一位女性的報紙發行人。此部電影獲得非常高的正面評價，而梅莉・史翠普也因此獲得第75屆金球獎最佳女主角提名並第21次參與奧斯卡金像獎，獲得第90屆最佳女主角提名的殊榮。
2017年1月8日，梅莉・史翠普獲得第74屆金球獎的終身成就獎「塞西爾戴米爾獎」(Cecil B.DeMille Award) ，並且在得獎感言中感謝好莱坞的外媒以及演員，各自扮演自身的角色，體現了記者報導真實、演員誕生藝術的精神。她也在致詞中呼籲一同保障媒體的新聞自由。最後引用好友莉亞公主的話：“撿拾你破碎的心，讓它成為藝術。”（Take your broken heart, make it into art.）
2017年2月，梅莉・史翠普與愛蜜莉·布朗再度合作演出由羅伯·馬歇爾執導的《愛·滿人間》（2018上映）。

## 个人生活
斯特里普在七十年代曾与电影演员約翰·卡佐爾订婚，后者因肺癌于1978年3月去世，双方共同演出了后者的最后一部影片《猎鹿人》。她在同年遇见雕塑家Don Gummer后于1978年9月15日结婚，此后两人共生育了4个孩子：长子 Henry "Hank" Wolfe Gummer (1979年11月13日出生), 女儿 Mamie Gummer (1983年8月3日出生), 女儿 Grace Jane Gummer (1986年5月9日出生), 和 幼女 Louisa Jacobson Gummer (1991年6月12日出生)，其中两个女儿 Mamie 和 Grace 都是演员，Hank Wolfe 是一名音乐表演家。2023年10月21日，媒體報導其發言人稱史翠普及其丈夫Gummer已分居逾六年。

## 政治立場
梅莉·史翠普的政治觀傾向於左翼民主黨，而且毫不掩飾自己的政治觀點。2004年初舉辦的第61屆金球獎頒獎典禮上，她憑藉《天使在美国》一片贏得了電視類最佳女主角。發表得獎感言時，她針鋒相對地反駁了美國保守派的觀點，她表示，美國最大的問題，絕不是願意與愛人白頭偕老的人們，也不是服用类固醇的職業运动员。這兩點分別是針對保守派反對同性婚姻和美國國會對運動員服用類固醇作出審查而發。當在領獎後台問起「那你認為美國面臨的最大問題是什麼」時，梅麗回答「It has three initials（首字母為三個）」，暗指G.W.B－乔治·W·布什。
在2016年民主黨全國代表大會她發表了演說表示支持美國總統候選人希拉里·克林顿。
在2017年1月8日，她獲得第74屆金球獎終身成就獎「塞西爾戴米爾獎」(Cecil B.DeMille Award) 時，也高度表態了其政治立場，並批評美國總統當選人唐納·川普。她認為川普擁有強而有力的平台及背景但並沒有正確的使用這份力量。川普嘲笑一名身障記者（Serge F. Kovaleski）之後，她說：「川普所擁有的權力、反擊對手的能力和政治地位都遠超過這位記者」，而且「當擁有權力的人濫用自己的職位去欺淩其他人的時間，我們所有人都會輸。」史翠普提及：「好萊塢是由來自不同國家的人組建的，如果我們因移民身份而被驅除，好萊塢會是一片空城，再也沒有藝術誕生，你能收看的只有足球比賽和拳擊搏鬥。」川普透過社群軟體推特回應史翠普的言論，稱她為「好萊塢最被高估的演員之一」及「輸不起的希拉蕊手下的奴才走狗」。

## 获奖与提名
梅莉·史翠普在影视生涯获得多种奖项，其中最受矚目的是：
- 21次奥斯卡提名，其中三度獲得獎項：兩座奧斯卡最佳女主角獎與一座奧斯卡最佳女配角獎。
- 30次金球獎提名，其中八度獲得獎項：五度電影最佳女主角（三座劇情類，二座音樂與喜劇類）、兩座電影最佳女配角獎以及一座連續短劇與電視電影最佳女主角獎。
- 第62屆柏林電影節榮獲終身成就獎。
- 第74屆金球獎榮獲金球獎終身成就獎。[16]

梅麗史翠普於2004年獲頒美國電影學會終身成就獎。。於2008年獲得林肯中心電影協會獎，又在2011年獲頒甘迺迪中心榮譽獎。